# Park

Porcentaje de los apellidos familiares en Corea del Sur.
Kim
Lee
Park
Choi
Jung

Park (en hangul, 박; en hanja, 樸, 朴) es el tercer apellido coreano más frecuentado en Corea, tradicionalmente se remonta al rey Park Hyeokgeose (박혁거세) y teóricamente inclusivo de todos sus descendientes. En los caracteres chinos (hanja), es escrito como 朴, que es la versión simplificada de 樸 (pu). El apellido «Park» se suele suponer que viene del sustantivo coreano «bag» (박), que significa botella de calabaza. En Chino Mandarín, se lee como «piáo» o «pú». En coreano, se lee como «pak».